# Volby do Evropského parlamentu ve Finsku 2019

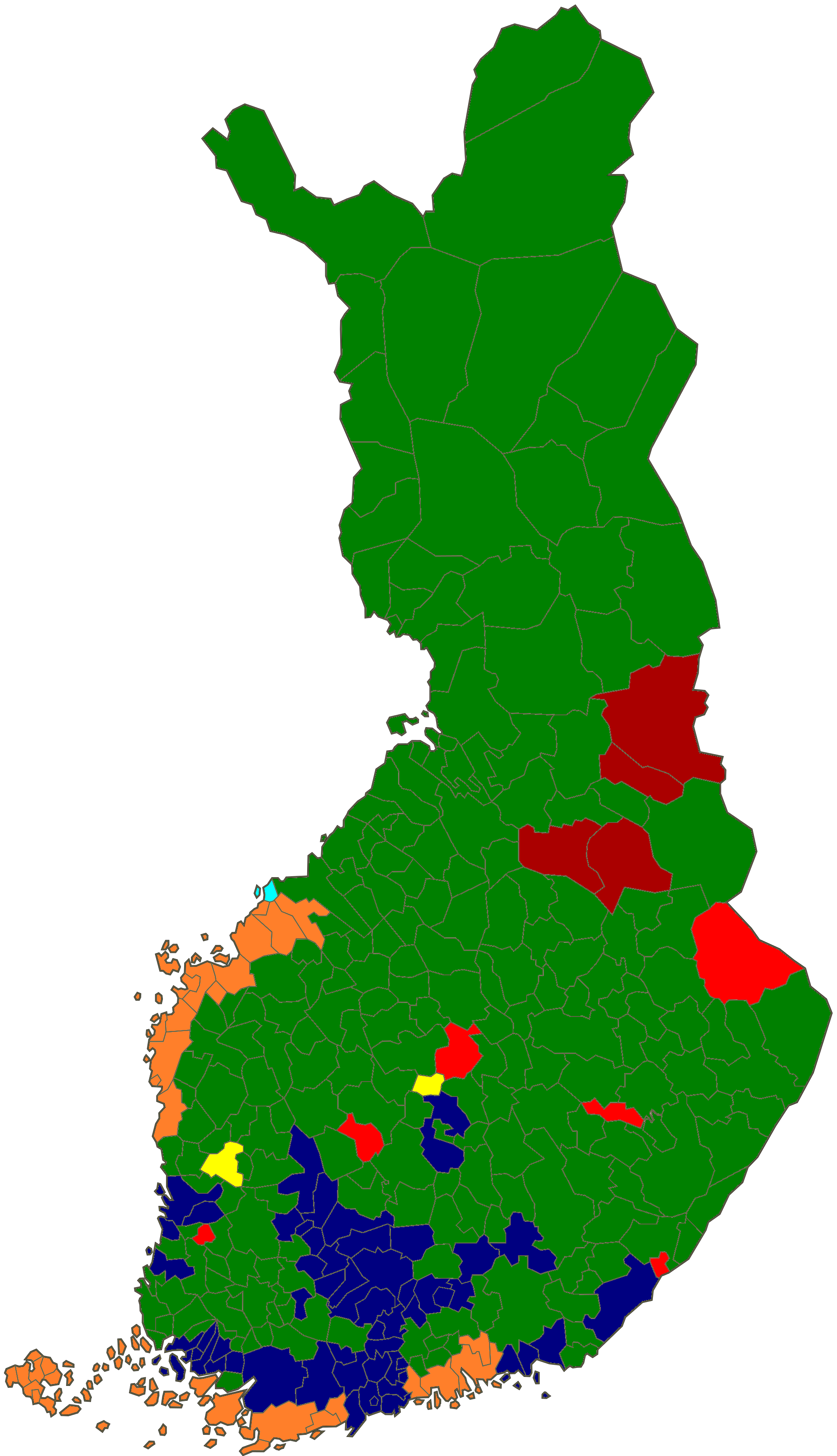
Mapa volebních výsledků v roce 2014

Volby do Evropského parlamentu 2019 se ve Finsku uskutečnily v neděli 26. května v rámci celoevropských voleb do Evropského parlamentu. V nově zvoleném Evropském parlamentu má Finsko 13 zástupců, což je stejný počet jako v letech 2014–2019.

## Kandidáti

### Národní koaliční strana(EPP)
- Paula Aikio-Tallgren, Hans Adolf Ehrnrooth, Kari Kallonen, Jyrki Koivikko, Piia Kurki, Heikki Niemeläinen, Mikko Ohela, Sirpa Pietikäinen, Aura Salla, Petri Sarvamaa, Kimmo Sasi, Janika Takatalo, Tuomas Tikkanen, Pirkko Vihko, Henna Virkkunen, Leena Zittling[1]

### Finští křesťanští demokraté(EPP)
- Esa Erävalo,Miikka-Markus Leskinen, Ariel Livson, Jasmin Pyöriäinen, Elsi Ranta[2]

### Praví Finové(ECR)
- Asseri Kinnunen, Olli Kotro, Samuli Sibakoff[3]

### Modrá budoucnost (ECR)
- Jari Lindström

### Finský střed(ALDE)
- Teuvo Hatva, Janne Kaisanlahti, Raul Kajak, Elsi Katainen, Juho Kekäläinen, Mauri Pekkarinen, Pekka Puska, Annina Ruottu, Petra Schulze Steinen, Anna Sirkiä, Mirja Vehkaperä[4]

### Finská sociálně demokratická strana(S&D)
- Alettin Basboga, Eero Heinäluoma, Tomi Kontkanen, Miapetra Kumpula-Natri, Yannick Lahti, Sari Melkko, Mikkel Näkkäläjärvi, Kaisa Penny, Tuulia Pitkänen, Irja Sokka[5]

### Švédská lidová strana(ALDE)
- Björn Bonsdorff, Anton Nilsson, Anna Jungner-Nordgren, Max Schulman, Ida-Maria Skytte, Nils Torvalds[6]

### Svaz levice(GUE/NGL)
- Mia Haglund, Merja Kyllönen, Elisa Lientola, Jaakko Lindfors, Sinikka Torkkola

### Zelený svaz(Greens–EFA)
- Heidi Hautala, Veli Liikanen, Ville Niinistö, Iiris Suomela[7][8]

### Seitsemän tähden liike
- Paavo Väyrynen[9]

## Výsledky
Následující tabulka ukazuje strany, které získaly více než 5 % hlasů, a získaly tak zastoupení v Evropském parlamentu.
| Název                                     | Frakce v EP | Počet hlasů | %    | +/-  | Mandáty | +/- |
| ----------------------------------------- | ----------- | ----------- | ---- | ---- | ------- | --- |
| Národní koaliční strana (KOK)             | EPP         | 380 460     | 20,8 | -1,8 | 3       | 0   |
| Zelený svaz (VIHR)                        | EGP         | 292 892     | 16,0 | +6,7 | 2       | +1  |
| Finská sociálně demokratická strana (SDP) | PES         | 267 603     | 14,6 | +2,3 | 2       | 0   |
| Praví Finové (PS)                         | EAPN        | 253 176     | 13,8 | +1,0 | 2       | 0   |
| Finský střed (KESK)                       | ALDE        | 247 477     | 13,5 | -6,1 | 2       | -1  |
| Svaz levice (V)                           | NGLA / PEL  | 126 063     | 6,9  | -2,4 | 1       | 0   |
| Švédská lidová strana (SFP)               | ALDE        | 115 962     | 6,3  | -0,4 | 1       | 0   |